# Haenyo
Haenyo, (âm Hán Việt: hải nữ) là những người nữ thợ lặn ở đảo Jeju, 1 tỉnh của Hàn Quốc. Haenyo tiêu biểu cho chế độ mẫu hệ ở đây.

## Lịch sử
Cho đến thế kỷ 19, thợ lặn ở Jeju hầu hết là đàn ông. Công việc này trở nên đem lại lợi ích cho đàn ông khi họ phải trả thuế cao, còn phụ nữ thì khác - họ không phải trả. Phụ nữ tiếp quản việc lặn và, vì sự phụ thuộc vào hải sản rất lớn ở hầu hết các nơi ở Jeju, trở thành lao động chính. Cũng có thể nói rằng phụ nữ đơn giản thích nghi với công việc này, với cơ thể giữ nhiệt tốt và thích hợp để bơi hơn so với đàn ông với cơ thể to hơn. Vì thế, họ trở thành người chủ gia đình. Ở đảo Marado, nơi hải sản là nguồn thu nhập chủ yếu trước khi nó trở thành một điểm du lịch nổi tiếng, vai trò giới tính bị đảo ngược hoàn toàn. Đàn ông thường chăm sóc trẻ con và đi chợ trong khi phụ nữ kiếm tiền về cho gia đình.
Sự phát triển này xung đột với văn hóa Nho giáo của Triều Tiên vốn truyền thống xem phụ nữ ở hàng thấp hơn. Kết quả là triều đình Seoul đã cố gắng ngăn cản phụ nữ làm nghề thợ lặn (không thành công) với lý do bề ngoài là vì họ phô bày cơ thể khi ở dưới nước.
Haenyo là những thợ lặn lành nghề được biết đến với khả năng nhịn thở trong 10 phút và lặn sâu đến 20 mét. Những thợ lặn còn phải chiến đấu với các mối nguy hiểm khác như sứa và cá mập.
Bắt đầu từ cuối thập niên 1970, xuất khẩu hải sản sang Nhật Bản như bào ngư và ốc xà cừ đã giúp những nữ ngư dân giàu hơn bao giờ hết, cho phép họ sửa chữa nhà, xây mới nhà cửa ở thành phố Jeju và gửi con gái vào đại học. Tuy nhiên, có một nguy cơ với sự thành công tiếp tục của haenyo: với việc con gái họ lựa chọn làm việc trong ngành công nghiệp du lịch của đảo hoặc trong thành phố lớn, haenyo sẽ gần như biến mất. Trong khi vào năm 1950, có khoảng 30,000 haenyo trên đảo thì năm 2003, chỉ có 5,650 phụ nữ đăng ký là thợ lặn, với 85% là trên 50 tuổi. Việc số lượng lớn nữ ngư dân giảm mạnh và sự phát triển của ngành du lịch đã mang đến cho đàn ông Jeju thêm nhiều cơ hội, không rõ điều gì sẽ đến với vai trò của con gái của họ trong cộng đồng và gia đình, mặc dù không chắc rằng chế độ mẫu hệ sẽ tiếp tục tồn tại...

## Haenyo trong văn hóa đương đại
Ineo Gongju (인어공주, tựa đề tiếng Anh là: "My Mother, the Mermaid") là một bộ phim về một người mẹ (trước kia là một haenyo) và con gái.
Năm 2009, bộ phim truyền hình nhiều tập của hãng MBC Tamnaneun Doda (탐나는도다,hay Tamra, the island) diễn ra thế kỷ 17 cũng miêu tả một haenyo là nhân vật chính.

## Hình ảnh

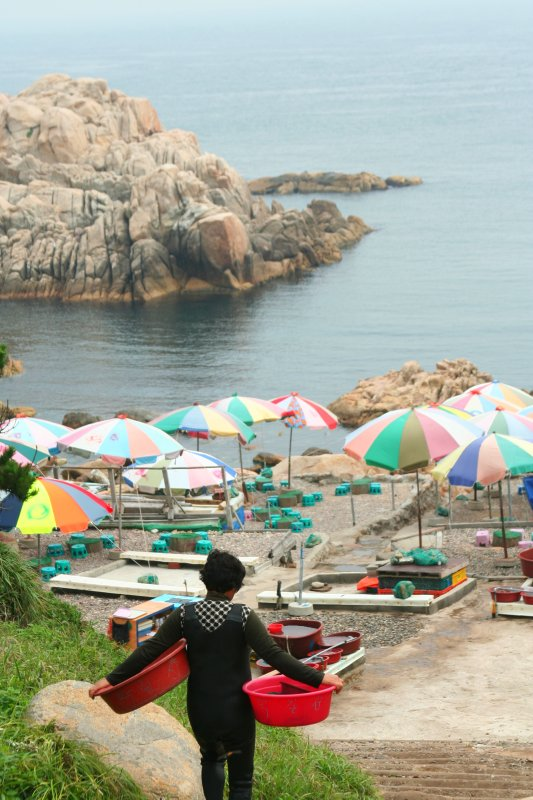
Haenyo đang mang giỏ ra biển ở Ulsan
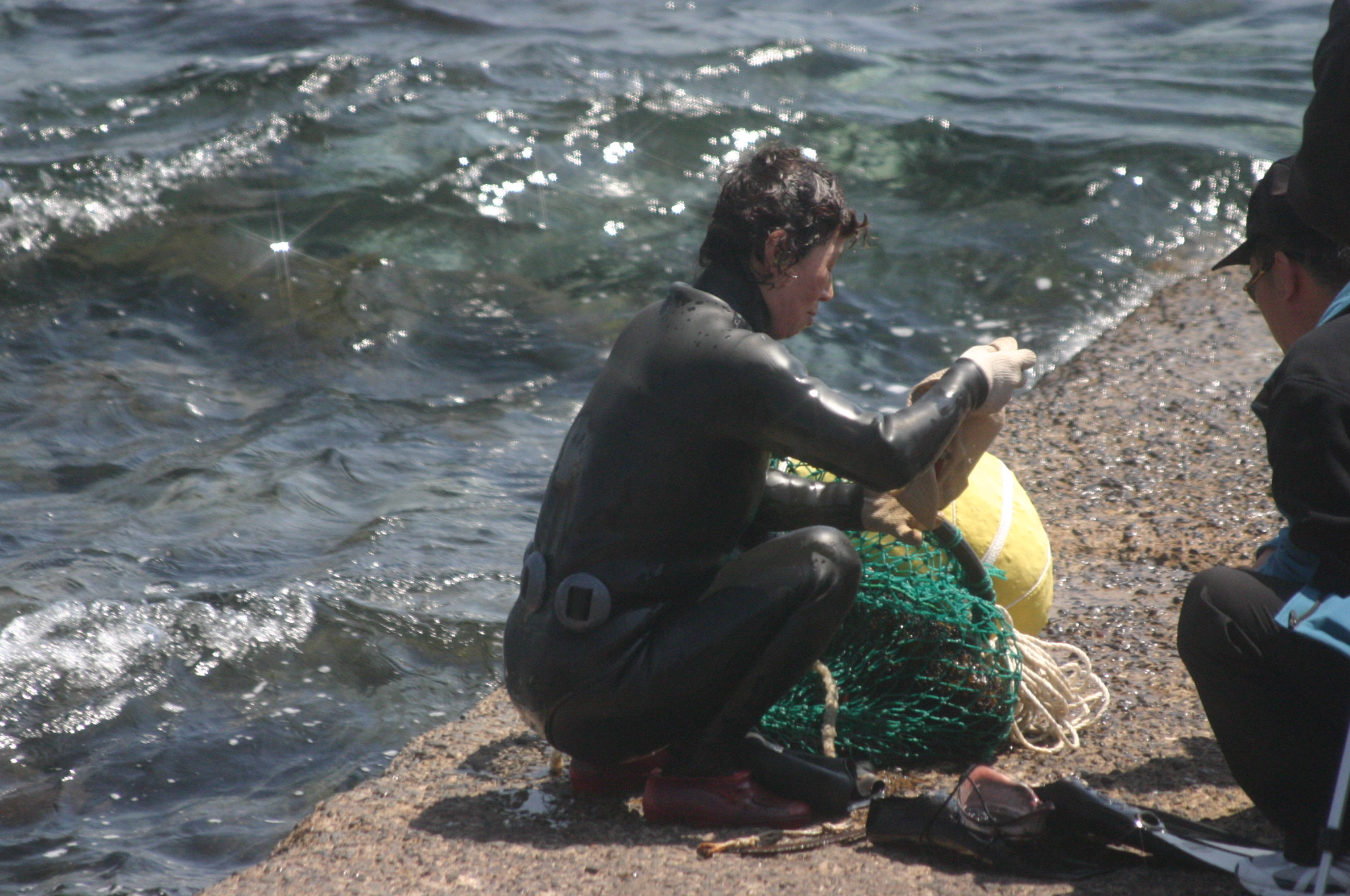
Sau khi lên khỏi mặt nước, haenyo bán hải sản kiếm được trên bờ biển ở đảo Jeju.
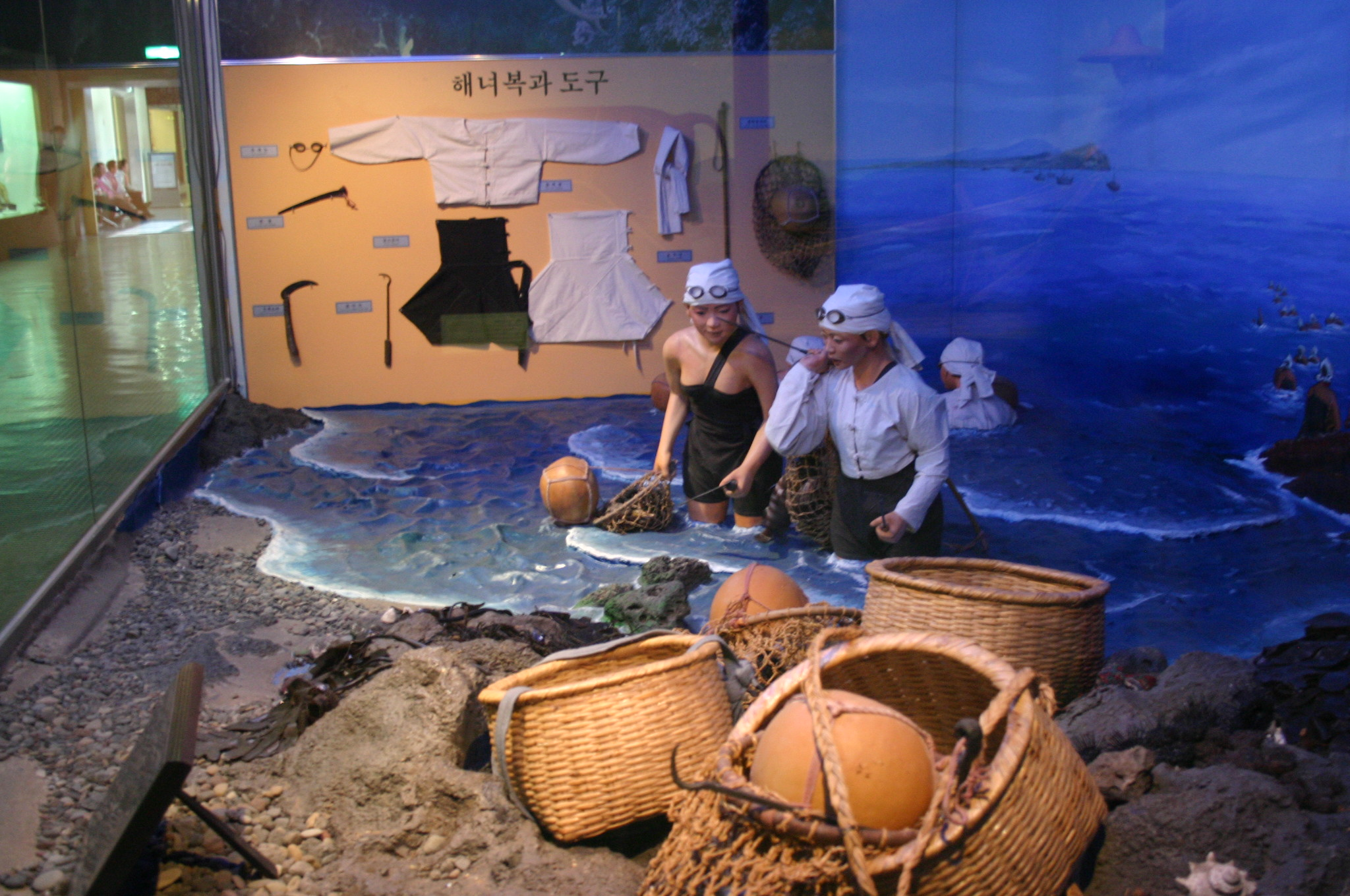
Hình ảnh Haenyo trong quá khứ được trưng bày tại một bảo tàng ở đảo Jeju
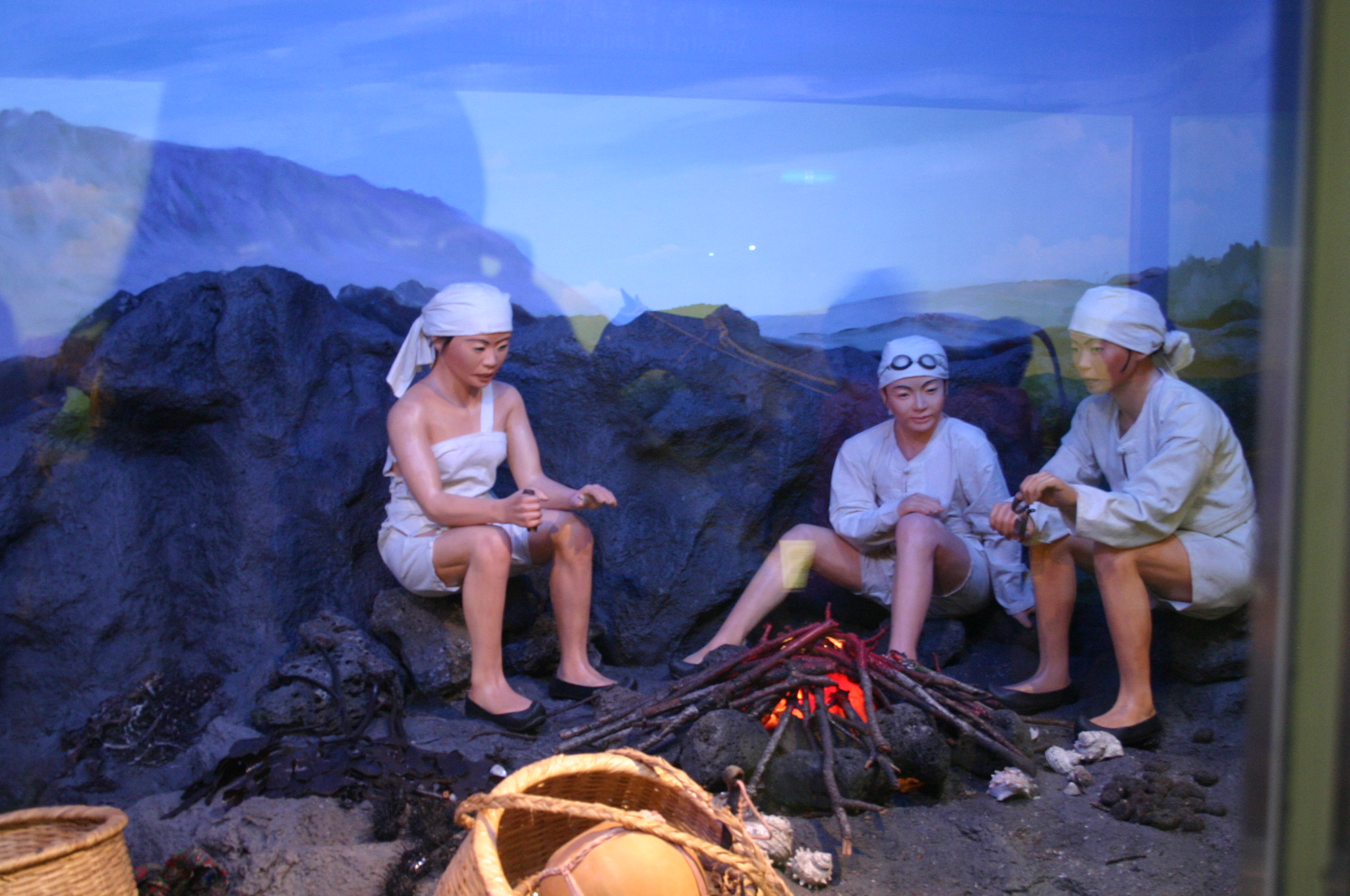
Haenyo nghỉ ngơi, sưởi ấm quanh một nhóm lửa sau khi hoàn thành công việc trong một ngày.
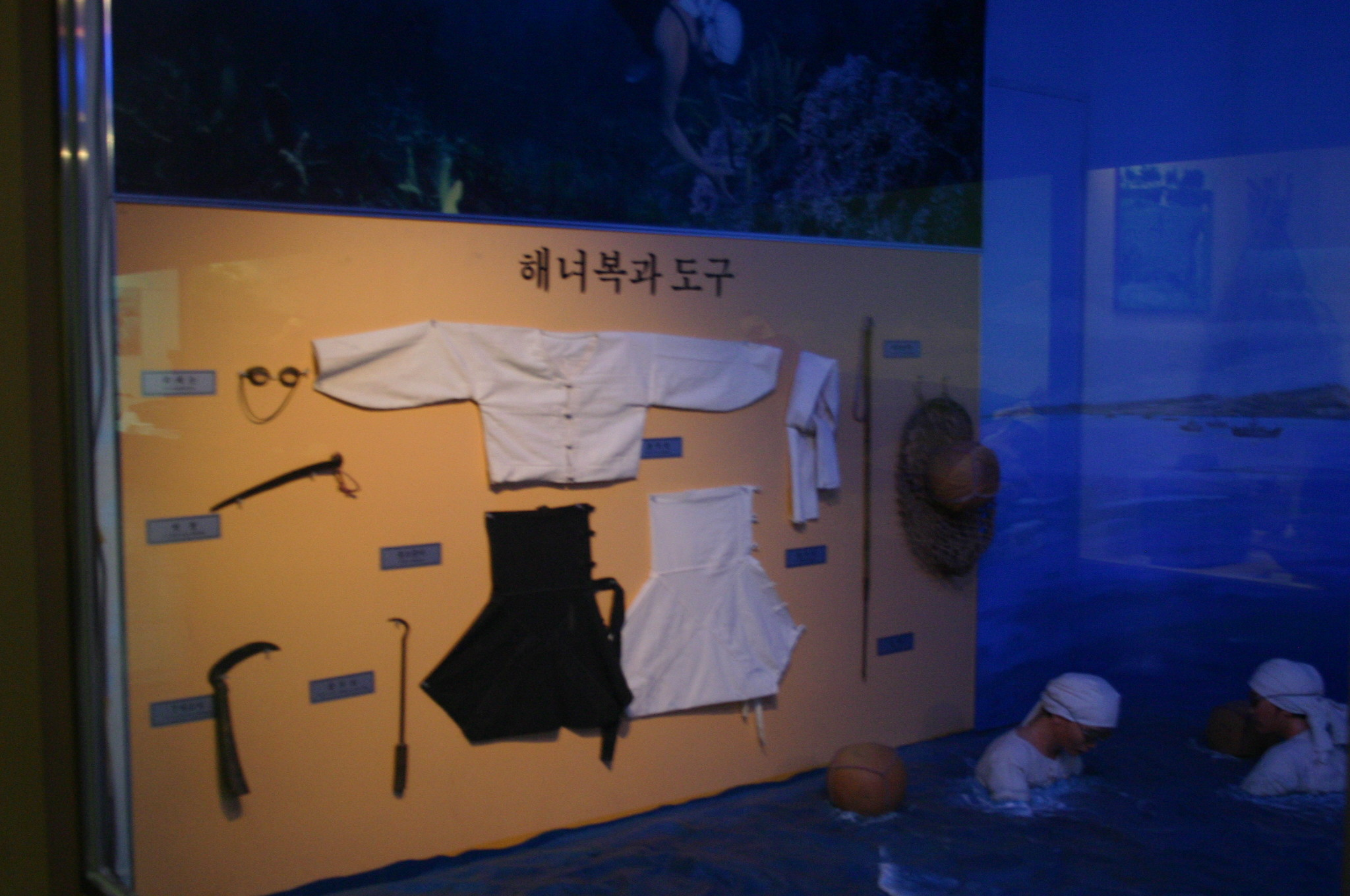
Bộ đồ nghề và công cụ truyền thống của haenyo được trưng bày tại một bảo tàng ở đảo Jeju.